# 빅 스카이 (2020년 드라마)
《빅 스카이》(영어: Big Sky)는 미국의 범죄 드라마 스릴러 텔레비전 시리즈이다. 2020년 11월 17일부터 2023년 1월 18일까지 ABC에서 방영되었다.

## 개요
여성들을 납치해 성매매업자들에게 넘기는 범죄에 가담해 온 트럭 운전수 로널드는 고속 도로에서 시비가 붙은 10대 자매 대니엘과 그레이스를 납치한다. 전직 경찰들을 부모로 둔 대니엘의 남자친구는 현재 탐정으로 일하는 아버지 코디에게 도움을 청한다. 그러나 코디는 로널드의 공범인 주 교통 순찰 경관 릭에게 살해되고 만다. 이에 코디의 동료 캐시와 코디의 전 아내 제니는 함께 사건을 파헤치기 시작한다.

## 출연진
메인
- 캐서린 위닉 - 제니 호이트 역
- 카일리 번버리 - 캐시 듀얼 역
- 브라이언 게러티 - 로널드 퍼그먼 역
- 밸러리 머해피 - 헬렌 퍼그먼 역
- 디디 파이퍼 - 데니즈 브리즈베인 역
- 내털리 앨린 린드 - 대니엘 설리번 역
- 제시 제임스 카이텔 - 제리 케네디 역
- 제이드 페티존 - 그레이스 설리번 역
- 존 캐럴 린치 - 릭 러가스키 역
- 라이언 필리피 - 코디 호이트 역
- 테드 러바인 - 호스트 클라인사서 역
- 저니나 거반카 - 렌 벌러 역
- 로건 마셜그린 - 트래비스 스톤 역
- 오마 메트월리 - 마크 리도어 역
- 제이미린 시글러 - 토니아 월시 역
- 젠슨 애클스 - 보 알린 역
- 리바 매킨타이어 - 서니 반스 역

리커링
- 브룩 스미스 - 메릴리 러가스키 역
- 패트릭 갤러거 - 월터 터브 보안관 역
- 커밀 설리번 - 조애니 설리번 역
- 채드 윌릿 - 로버트 설리번 역
- 샤론 테일러 - 엘리나 소사 주경찰서 반장 역
- 마이클 레이먼드제임스 - 블레이크 클라인사서 역
- 브릿 로버트슨 - 샤이엔 “샤이” 클라인사서 역
- 카일 슈미드 - 존 웨인 “JW” 클라인사서 역
- 라이언 도시 - 랜드 클라인사서 역
- 미셸 포브스 - 마거릿 클라인사서 역
- 미셸 벤티미야 - 로지 어마이아 역
- 세바스티앙 로셰 - 와기 보안관 역
- 아르투로 델푸에르토 - T록 역
- T.V. 카피오 - 레이철 역
- 제러미 레이 테일러
- 데이비드 머녜
- 유브라지 데시 “진더 마할”
- 콘스턴스 지머
- 버나드 화이트
- 세스 게이블
- 헨리 이언 큐식
- 렉스 린
- 루크 미첼
- 크리 치키노
- 로재나 아켓
- 안젤리크 카브랄

게스트
- 라일 러빗